# Heinrich Schenk von Reicheneck
Heinrich Schenk von Reicheneck  (mort le 10 février 1344 à Nuremberg) est prince-évêque d'Eichstätt de 1329 à sa mort.

## Biographie
Selon Alfred Wendehorst, la maison est une famille de ministériels faisant partie de la maison de Hohenstaufen et fait référence au château de Reicheneck (de). Elle appartient à l'entourage de la maison d'Hirschberg (de). Son oncle Werntho Schenk von Reicheneck est elekt (de)-prince-évêque de Bamberg de 1329 à sa mort le 8 avril 1335.
En tant que chanoine de Ratisbonne, Heinrich Schenk von Reicheneck reçoit en 1327 du pape Jean XXII l'ordre d'agir contre les contrefacteurs de certificats pontificaux. Il combat pour Frédéric le Bel à Gammelsdorf et Mühldorf.
Après la mort de son prédécesseur Frédéric III de Leuchtenberg, le chapitre de chanoines convient avec Louis III de Bavière de n'élire personne évêque sans son consentement. Le papiste Heinrich est d'abord nommé par Jean XXII. Le chapitre de la cathédrale réagit en nommant des procurateurs, notamment en 1329 le doyen de la cathédrale Konrad von Stauff et en 1330 Berthold von Hagel. En mars 1330, Heinrich se rapproche de Louis et s'installe à Eichstätt. Dans la lutte entre le pouvoir spirituel et le pouvoir séculier, il reçoit la régale de l'empereur en 1334 ; le pape répond par son excommunication. Le conflit entre l'empereur et le pape conduit à la déclaration de Rhense (de) en 1338.
En ces temps troublés, Heinrich tente de rembourser la dette du diocèse. Il hypothèque les enclaves d'Eichstätt Schweinfurt et Königshofen im Grabfeld à l'abbaye d'Ebrach et le château (de) et la ville d'Abenberg à Burkard von Seckendorff-Jochsberg. Vers 1340, il fait murer la ville d'Herrieden en démontant la muraille du château de Reicheneck. En raison des tensions persistantes avec le chapitre de la cathédrale et la ville d'Eichstätt, son pouvoir décline à partir de 1340, des tâches importantes sont prises en charge par Albrecht von Hohenfels et Raban Truchseß von Wilburgstetten qui seront ses successeurs. Il est enterré à l'abbaye d'Engelthal (de).